# Таємниця записної книжки
«Таємниця записної книжки» (рос. «Тайна записной книжки») — радянський художній фільм 1981 року режисера Володимира Шамшурина.

## Сюжет
Майор у відставці дізнається, що його молодший брат арештований як розкрадач…

## У ролях
- Микола Пеньков
- Світлана Тома
- Олександр Збруєв
- Юрій Гусєв
- Анатолій Солоніцин — Мартин Мартинович, лідер злочинної зграї
- Галина Самохіна
- Тамара Сьоміна
- Олексій Криченков
- Володимир Носик
- Олена Максимова

## Творча група
- Сценарій: Володимир Голованов
- Режисер: Володимир Шамшурін
- Оператор: Валерій Шувалов
- Композитор: Євген Птичкін